# Mötzingen
Mötzingen – miejscowość i gmina w Niemczech, w kraju związkowym Badenia-Wirtembergia, w rejencji Stuttgart, w regionie Stuttgart, w powiecie Böblingen, wchodzi w skład związku gmin Oberes Gäu. Leży ok. 22 km na południowy zachód od Böblingen.